# Claude-Mathieu Olivier
Pour les articles homonymes, voir Olivier (homonymie).
Claude-Mathieu Olivier, né le 21 septembre 1701 à Marseille où il est mort le 24 octobre 1736 est un homme de lettres français, cofondateur de l’Académie de Marseille.

## Biographie
Après des études classiques à l’Oratoire, Olivier suivit les cours de théologie des Dominicains et ceux de droit à Aix.
Après avoir étudié la théologie et le droit, Olivier fut reçu avocat au Parlement d'Aix, et s’établit à Marseille, où son éloquence et ses talents ne tardèrent pas à lui attirer une nombreuse clientèle. Ses plaidoyers étaient marqués au bon coin, mais il se donnait rarement la peine de les travailler. La perte de la plus grande partie de son bien dans le temps du système de Law le réduisit à un état voisin de la pauvreté.
Ce fut lui qui contribua le plus à la fondation de l’Académie de Marseille dont il fut un des membres les plus assidus. Il y communiqua beaucoup de dissertations critiques ou historiques et de morceaux de poésie et d’éloquence, dont sa négligence causa la disparition presque totale. Vers 1730, il obtint un emploi d’écrivain du roi sur les galères. Après avoir langui plusieurs années, il mourut, âgé de trente-cinq ans.

## Publications
- Dissertation sur le Critias de Platon ;
- Discours sur l’imitation ;
- Discours sur l’ancienne académie de Marseille ; dans le recueil de cette société (1727) ;
- Histoire de Philippe roi de Macédoine, et père d’Alexandre, Paris, 1740, 2 vol. in-12Sa dernière maladie l’empêcha de mettre la dernière main à cet ouvrage.

## Sources
- Jean Chrétien Ferdinand Hoefer, Nouvelle Biographie générale, t. XXXVII-XXXVIII, Paris, Firmin-Didot, 1863, 1024 p., p. 641.